# Onofre Prado
Onofre Ferreira do Prado, mais conhecido como Onofre Prado (Unaí, 17 de dezembro de 1946), é um escritor brasileiro.
Pertence à Associação Nacional de Escritores, sediada em Brasília e à Academia de Letras do Brasil, seccional do Estado de Minas Gerais, sediada em Belo Horizonte.

## Obras
- Sementes da Terra - Poemas e Trovas, 2002, Brasília: Editora Dupligráfica;
- Fragmentos da Minha Obra Literária, (despertando interesse pelo saber), 2011, São Paulo: Clube de Autores;
- Entre Trovas & Trovoadas, 2012, Belo Horizonte: Gráfica e Editora O Lutador;
- Sonetos do Entardecer, 2021, Goiânia: Editora Kelps;
- O Despertar da Leitura, 2022, Goiânia: Editora Kelps.